# Liste der Naturdenkmale in Immenhausen
Die Liste der Naturdenkmale in Immenhausen nennt die auf dem Gebiet der Stadt Immenhausen im Landkreis Kassel in Hessen gelegenen Naturdenkmale. Dies sind gegenwärtig Bäume an 5 Standorten sowie die beiden Flächenhaften Naturdenkmale „Das Große Loh“ und „Der Kampteich“.

## Bäume
| Bild                          | Bezeichnung                                                           | Ortsteil, Lage                              | Beschreibung | Art                                                    | Nr.      |
| ----------------------------- | --------------------------------------------------------------------- | ------------------------------------------- | --- | ------------------------------------------------------ | -------- |
| mehr Fotos \| Fotos hochladen | Linden- und Kastaniengruppe „Wolfsgarten“ mit „Friedenseiche 1870/71“ | Holzhausen 51° 25′ 17,6″ N, 9° 32′ 17″ O    | Stieleiche in der Ortsmitte von Holzhausen, an der Kasseler Straße. Diese „Friedenseiche“ erinnert an den Deutsch-Französischen Krieg von 1870 bis 1871. Nördlich der Eiche stehen auf einer Grünfläche in drei Reihen 14 Winterlinden und 3 Rosskastanien. Stammumfang der Eiche: 3,35 m Höhen aller Bäume: bis 22 m Pflanzjahr: ca. 1875 OSM-Link zur Kartendarstellung: Friedenseiche in Holzhausen | Quercus robur + Tilia cordata + Aesculus hippocastanum | 6.33.401 |
| mehr Fotos \| Fotos hochladen | 1 Eiche                                                               | Holzhausen 51° 24′ 57,2″ N, 9° 32′ 10,3″ O  | Stieleiche auf dem Friedhof von Holzhausen. Der gewaltige Baum steht im westlichen Bereich des Geländes, an der Kasseler Straße und markiert dort eindrucksvoll den Eingang. Stammumfang: 5,15 m Höhe: 19 m Pflanzjahr: ca. 1755 OSM-Link zur Kartendarstellung: Eiche am Friedhof von Holzhausen | Quercus robur                                          | 6.33.402 |
| mehr Fotos \| Fotos hochladen | 1 Buche „Triftbuche“                                                  | Holzhausen 51° 25′ 8,9″ N, 9° 32′ 39,4″ O   | Rotbuche ca. 250 m östlich des Ortsrandes von Holzhausen. Standort ist der Nordrand eines kleinen Waldstückes, das westlich des Osterbaches liegt. Stammumfang: 6,00 m Höhe: 32 m Pflanzjahr: ca. 1720 OSM-Link zur Kartendarstellung: „Triftbuche“ östlich von Holzhausen | Fagus sylvatica                                        | 6.33.403 |
| mehr Fotos \| Fotos hochladen | 1 Eiche                                                               | Immenhausen 51° 25′ 37,3″ N, 9° 29′ 32,7″ O | Stieleiche am östlichen Ortsrand von Immenhausen. Der Baum steht am Rande eines abwechslungsreich gestalteten Spielplatzes, mit viel natürlicher Vegetation, an der Straße „Auf der Leimenkuhle“. Stammumfang: 4,30 m Höhe: 20 m Pflanzjahr: ca. 1885 OSM-Link zur Kartendarstellung: Eiche in Immenhausen                                                                                             | Quercus robur                                          | 6.33.407 |
| mehr Fotos \| Fotos hochladen | 1 Eiche                                                               | Immenhausen 51° 26′ 43,5″ N, 9° 28′ 21,6″ O | Stieleiche ca. 1 km nördlich des Ortsrandes von Immenhausen. Standort ist eine geneigte Wiese beim Bach Spechtenbeck. Stammumfang: 4,05 m Höhe: 22 m Pflanzjahr: ca. 1885 OSM-Link zur Kartendarstellung: Eiche nördlich von Immenhausen | Quercus robur                                          | 6.33.408 |

## Flächenhafte Naturdenkmale
| Bild           | Bezeichnung   | Ortsteil, Lage                              | Beschreibung | Nr.      |
| -------------- | ------------- | ------------------------------------------- | --- | -------- |
| weitere Bilder | Das Große Loh | Immenhausen 51° 25′ 54,1″ N, 9° 29′ 26″ O   | Quarzit-Blöcke am nordöstlichen Ortsrand von Immenhausen. Die Steine stammen aus dem Oligozän und befinden sich in einem Waldstück mit altem Baumbestand. Durch das Gelände führt der Wanderweg Märchenlandweg. Fläche: kleiner als 0,1 ha. OSM-Link zur Kartendarstellung: „Das Große Loh“ in Immenhausen | 6.33.405 |
| weitere Bilder | Der Kampteich | Immenhausen 51° 25′ 58,6″ N, 9° 28′ 25,8″ O | Teich mit Schilfröhricht-Gürtel im Norden von Immenhausen. Im Südosten der großen Wasserfläche findet sich noch ein, durch einen Damm abgetrenntes, kleines Gewässer. Direkt südlich liegt der kanalisierte Bachlauf der Holzkape. Die Wasserflächen sind von Bäumen und Büschen umstanden. Um die Gewässer führen Wege mit Bänken. Das Gelände hat den Charakter eines Naherholungsgebietes. Fläche: ca. 4,57 ha OSM-Link zur Kartendarstellung: „Der Kampteich“ in Immenhausen | 6.33.406 |